# John Holdeman
John Holdeman (* 31. Januar 1832 bei New Pittsburgh, Ohio; † 10. März 1900) war ein mennonitischer Prediger und Gründer der mennonitischen Gemeindebewegung Church of God in Christ, Mennonite (Gemeinde Gottes in Christo, Mennoniten).

## Leben und Wirken
Holdemann stammte aus einer pennsylvaniadeutschen Bauernfamilie in Ohio. Die Vorfahren der Familie waren bereits im 18. Jahrhundert als Täufer aus der Schweiz zugewandert. Bereits in seinen Jugendjahren lernte er über seinen Vater die stark evangelistisch geprägte Gemeindebewegung des aus Maryland stammenden Predigers John Winebrenner kennen. Um 1844 war Holdeman wahrscheinlich selber Gast bei einer größeren Versammlung der baptistisch und methodistisch geprägten Bewegung, die auch als Winebrennerians oder Church of God bezeichnet wurde. Holdemann selber ließ sich jedoch wie seine Eltern mennonitisch taufen. Am 18. November 1852 heiratete er Elizabeth Ritter.
Doch schon im ersten Jahr seiner Ehe erlebte er eine spirituelle Krise mit einer Reihe von Träumen und Visionen. Von da an setzte sich Holdeman intensiv mit der Bibel wie auch dem Märtyrerspiegel und den Schriften der frühen Täufer auseinander. Dies führte zu einer zunehmenden Kritik am Gemeindeleben der etablierten Mennonitengemeinden. Holdemann entwickelte eine stark restitutionistische Haltung, die sich vor allem an den frühen Täufern orientierte. Er kritisierte unter anderem die aus seiner Sicht zunehmende Verweltlichung der nordamerikanischen Mennoniten. Im Januar 1858 begann er selbst zu predigen und im April des darauffolgenden Jahres bildete er im Haus seiner Eltern schließlich eine separate Gemeinde, die als Church of God in Christ, Mennonite noch heute als eigenständige mennonitische Denomination in Nordamerika besteht. Zwischen 1862 und 1879 unternahm er zahlreiche Predigtreisen und veröffentlichte eine Reihe von Traktaten und Artikeln in deutscher und englischer Sprache. Seine ausgedehnten Aktivitäten führten jedoch mehrmals zu finanziellen Krisen. Seinen Lebensunterhalt bestritt er während dieser Zeit vor allem als Bauer. Auch blieb seine Gemeinde trotz seiner Arbeit als Prediger und Publizist innerhalb der damals vor allem pennsylvaniadeutsch geprägten Täuferbewegung in Nordamerika isoliert. Seine Kritik fand kaum Resonanz. Dies änderte sich erst mit der Einwanderung russlanddeutscher Mennoniten ab 1874, bei denen Holdemans Kritik zum Teil auf fruchtbaren Boden fiel. Seine Bewegung fand nun neue Kraft und konnte sich ausbreiten. Im Jahr 1883 übersiedelte er mitsamt seiner Familie und Gemeinde in den Jasper County in Missouri und 1897 schließlich in den McPherson County in Kansas, wo durch den Übertritt einer Reihe von russlanddeutschen Mennoniten ein regionales Zentrum der neuen Bewegung entstanden war. Im Juni des gleichen Jahres gründete er die Zeitschrift Botschafter der Wahrheit, deren Chefredakteur er auch bis zu seinem Tode blieb.
Holdeman starb am 10. März 1900 im Alter von 68 Jahren. Seine Frau überlebte ihn um 32 Jahre und wurde 98 Jahre alt.
Die von Holdeman im Umfeld der Erweckungsbewegungen des 19. Jahrhunderts gegründete Church of God in Christ, Mennonite besteht bis heute, ist inzwischen vollständig anglisiert und kann dem Spektrum konservativ-evangelikaler Mennoniten zugerechnet werden.